# آيت تفقيرت (آيت مرغاد)
آيت تفقيرت هو دُوَّار يقع بجماعة تيلمي، إقليم تنغير، جهة درعة تافيلالت في المملكة المغربية. ينتمي الدوّار لمشيخة آيت مرغاد التي تضم 13 دوار. يقدر عدد سكانه بـ 415 نسمة حسب الإحصاء الرسمي للسكان والسكنى لسنة 2004.

## وصلات خارجية
- البوابة الوطنية للجماعات الترابية
- المندوبية السامية للتخطيط